# بروكلين بيكهام
بروكلين جوزيف بيكهام (ولد في 4 مارس 1999)، لاعب كرة قدم سابق وعارض أزياء ومصور فوتوغرافي. وهو الابن الأكبر للاعب كرة القدم السابق ديفيد بيكهام والمغنية الإنجليزية ومصممة الأزياء فيكتوريا بيكام.

## حياته
وُلد بروكلين بيكهام في مستشفى بورتلاند في ويست إند، لندن، وهو ابن ديفيد وفيكتوريا بيكهام. يقال إنه سُمِّي "بروكلين" لأنه وُلِد في مدينة بروكلين بنيويورك. ومع ذلك، بحسب ما ذكرته والدته في سيرتها الذاتية لعام 2001 بعنوان "تعلم الطيران"، فإنها وزوجها كانا يعجبان بالاسم ببساطة. وأوضحت والدته أنه بعد اختيارهما للاسم، أدركا مدى توافقه مع حالتهما، حيث كان في نيويورك حين اكتشفت حملها به، كما أن ديفيد بيكهام كان قد فاز بكأس العالم. يُشار إلى أن والد بيكهام من أصل يهودي جزئي.
قضى بروكلين طفولته في مدريد ولوس أنجلوس، حيث كان والده يلعب في فريق ريال مدريد وجالاكسي. وهو الأكبر من بين ثلاثة أشقاء أصغر منه سنًا: روميو جيمس، كروز ديفيد، وهاربر سيفين. في ديسمبر 2004، تم تعميد بروكلين وروميو في كنيسة خاصة على أراضي والديهما في قصر هيرتفوردشاير. وكان العرابون هم إلتون جون وديفيد فورنيش وإليزابيث هيرلي.
عند بلوغه سن الخامسة عشر، عمل بروكلين في مناوبات نهاية الأسبوع في مقهى في غرب لندن. لعب في أكاديمية آرسنال، ولكنه غادرها في عام 2015 بعد أن فشل في الحصول على منحة للبقاء في الأكاديمية.

## حياته المهنية

### عروض الأزياء
بدأ بروكلين بيكهام مسيرته في عروض الأزياء رسميًا في عام 2014، وظهر على غلاف العديد من المجلات الشهيرة مثل: Vogue China، Miss Vogue، Interview، L'Uomo Vogue، T: The New York Times Style Magazine، وDazed Korea. تم تصويره من قبل مصورين مشهورين مثل بروس ويبر، تيري ريتشاردسون، دانيال جاكسون، وآلستير ماكليلان.
كان بيكهام أيضًا سفيرًا للعلامة التجارية هواوي وهواتفها الذكية Honor 8، جنبًا إلى جنب مع سكارليت جوهانسون، كارلي كلوس، وهنري كافيل. في عام 2018، نشر بيكهام صورًا لسائحين صينيين في إيطاليا عبر إنستغرام، مع تعليق قال فيه: "لا مكان مثل إيطاليا من الداخل"، مما أثار اعتراضات من المستخدمين الآسيويين على مواقع التواصل الاجتماعي مثل تويتر، إنستغرام، وويبو، حيث اتهم بمعاداة الآسيوية والعنصرية ضد الصينيين.
في عام 2016، وعندما كان عمره 16 عامًا، شارك بيكهام في حملة بيربوري BRIT، والتي تضمنت عارضات الأزياء بن ريس، كارفل كوندواه، إليزا توماس، ليف ماسون، بيرسون ومادي ديمين. وقد لاقت مشاركته في الحملة انتقادات واسعة من بعض المصورين البارزين. وصف كريس فلويد قرار توظيف بيكهام بأنه "يقلل من قيمة التصوير" و"المحسوبية المطلقة"، في حين وصفه جون جورجيان، مصمم الأزياء، بأنه مثال على "القليل من الظلم في الكثير من المجالات" في الصناعة.

### التصوير الفوتوغرافي
في عام 2017، أعلن بروكلين بيكهام عن عزمه الحصول على درجة في التصوير الفوتوغرافي من مدرسة التصميم بارسونز في المدرسة الجديدة في نيويورك. وبعد أقل من عام في الولايات المتحدة، نشر أول كتاب له في التصوير الفوتوغرافي بعنوان What I See في يونيو 2017. وكانت ردود الفعل تجاه الكتاب سلبية، حيث سخر العديد من مستخدمي تويتر من "الصور الرهيبة" و"التعليقات التوضيحية الأسوأ على الإطلاق". على الرغم من ذلك، دافعت راندوم هاوس (دار النشر التي أصدرت الكتاب) عنه باعتباره يعكس اهتمامات قاعدة معجبيه من المراهقين.
في عام 2018، قرر بيكهام العودة إلى المملكة المتحدة للتدريب على التصوير الفوتوغرافي، وفي عام 2019، تدرب مع المصور البريطاني رانكين.

### الطبخ
في عام 2021، تبين أن بروكلين بيكهام كان يسعى ليصبح طاهياً محترفاً. تعرضت سلسلة المقاطع (الطبخ مع بروكلين) لانتقادات واسعة عندما اكتشف الجمهور أن كل حلقة كانت تتطلب مساعدة 62 محترفاً، بتكلفة 100,000 دولار لكل حلقة. وأشارت العديد من الانتقادات الموجهة إلى السلسلة إلى أن بيكهام لا يملك الخبرة أو التدريب الكافي في هذا المجال.

## حياته الشخصية
واعد بروكلين بيكهام سابقاًعدة شخصيات مشهورة، من بينها الممثلة الأمريكية كلوي غرايس موريتز، والمغنية الفرنسية سونيا بن عمار، والعارضة الكندية ليكسي وود، والعارضة الإنجليزية هانا كروس. في عام 2016، حضر بيكهام المؤتمر الوطني الديمقراطي مع موريتز لدعم هيلاري كلينتون. وبعد سلسلة من الانفصالات والمصالحات، أكدت موريتز في 2018 أن علاقتها مع بيكهام قد انتهت رسميًا.
في يناير 2020، بعد تأكيد علاقتهما عبر إنستغرام، أعلن بيكهام خطوبته من الممثلة الأمريكية نيكولا بيلتز في 11 يوليو 2020.
كما يحمل بيكهام وشماً على ذراعه اليسرى مكتوباً فيه مقولة عبرية من العهد القديم: "أنا حبيبي وحبيبي لي".